# وادیاگودا
وادیاگودا (به لاتین: Wadiyagoda) یک منطقهٔ مسکونی در سری‌لانکا است که در استان جنوبی (سری‌لانکا) واقع شده‌است.